# Moses Norris
Moses Norris, Jr., född 8 november 1799 i Pittsfield, New Hampshire, död 11 januari 1855 i Washington, D.C., var en amerikansk demokratisk politiker. Han representerade delstaten New Hampshire i båda kamrarna av USA:s kongress, först i representanthuset 1843-1847 och sedan i senaten från 1849 fram till sin död.
Norris utexaminerades 1828 från Dartmouth College. Han studerade sedan juridik och inledde 1832 sin karriär som advokat i New Hampshire.
Norris blev invald i representanthuset i kongressvalet 1842. Han omvaldes 1844.
Norris efterträdde 1849 Charles G. Atherton som senator för New Hampshire. Han avled 1855 i ämbetet och gravsattes på Floral Park Cemetery i Pittsfield.

## Fotnoter
1. 1 2  Find a Grave, Find A Grave-ID: 7145079, läs online, läst: 9 oktober 2017.[källa från Wikidata]
2. ↑  Find a Grave, läs online.[källa från Wikidata]
3. 1 2 3  Biographical Directory of the United States Congress, United States Government Publishing Office, 1903, US Congress Bio-ID: N000140, läst: 29 januari 2021.[källa från Wikidata]